# 聖公會東亞議會
聖公會東亞地區議會（The Council of the Church in East Asia, CCEA, 前稱「聖公會東南亞教區議會」）始創於1962年，是一個在東亞、東南亞聖公會的團契組識，目的在聯繫及加強在東南亞地區的聖公會教省及教區的關係，透過互相分享及分擔，強化彼此在東南亞地區的使命。

## 全體會員代表大會
聖公會東亞議會全體大會每四年舉行一次，由分別來自南韓、菲律賓、香港、馬來西亞、新加坡及台灣共18個教區會員，以及包括澳洲、日本、緬甸及菲律賓獨立教會在內4個以教省為單位的會員組成，而每一個教區或教省會員則派出其主教、聖品人、平信徒及青年代表各一名參與全體會員大會。

### 2024年
- 在菲律賓舉行。

### 2023年
- 於10月19至22日在香港舉行。
- 議會主題選自使徒行傳一章8節「你們要在地極作我的見證」

### 2018年
- 9月中在韓國大田召開會議。
- 2019年10月2日至7日在馬來西亞沙巴哥打京那巴魯（Kota Kinabalu）舉行全體會議，會議主題為「21世紀基督徒的挑戰」。大會在10月4日選出菲律賓首席主教帕卓奧 （Joel Pachao）， 接替黃滿興大主教擔任新一屆議會主席。

### 2015年
- 於2015年10月7至12日在菲律賓首都馬尼拉舉行。議會以啟示錄廿一章5節：「看哪，我把一切都更新了！」為主題。
- 提案：接納緬甸教省的申請，讓該教省的六個教區加入為聖公會東亞地區議會的正式會員，改變以往以教省為一個會員的身份，藉此能夠讓緬甸聖公會更多的教區主教、聖品及信徒參與這個群體，加強彼此的團契。提案最終獲得大會一致通過，議會的教區及教省會員數目由22個增加為27個。

### 2007年
- 於2007年10月3日至9日在新加坡舉行。議會主題是「Asia at Crossroads」。

## 職員及執行委員會
職員及執行委員會任期為四年，於全體大會選舉出。現屆主席為菲律賓首席主教帕卓奧 （Joel Pachao），副主席為緬甸大主教Stephen Than Myint Oo，書記為菲律賓達沃教區主教Jonathan Casimina，而司庫則繼續由香港的郭志芊牧師擔任。另外5名當選的執行委員會委員分別為香港的平信徒代表區志偉及來自澳洲、台灣、南韓和日本的代表出任。